# Circuit boussaquin
Le Circuit boussaquin est une course cycliste française disputée au mois d'avril à Boussac, dans le département de la Creuse. Créée en 1927,, cette compétition est organisée par l'Union Cycliste Boussaquine. Elle fait actuellement partie du calendrier national de la Fédération française de cyclisme. 
Après une interruption de deux ans, la course refait son apparition en 1963. 

## Palmarès
| Année     | Vainqueur                 | Deuxième               | Troisième              |
| --------- | ------------------------- | ---------------------- | ---------------------- |
| 1927      | Onésime Boucheron         | Raphaël Calmette       | Arthur Brunet          |
| 1928      | René Soliard              | Marcel Godard          | Hubert Jolivet         |
| 1929      | Pierre Gonfrère           | André Schaffner        |                        |
| 1930      | Marcel Denizot            | Lecomte                | Émile Petit            |
| 1931      | Robert Godard             | Germain Blanc          | Lucien Batel           |
| 1932      | Jean Montpied             | Paul Thiais            | François Ondet         |
| 1933      | André Dumont              | Robert Godard          | Marcel Guitton         |
| 1934      | Georges Radat             | Henri Poméon           | Lucien Defond          |
| 1935      | Jules Catalino            | Isidore Jamay          | Jean Gouttesolard      |
| 1936      | René Courally             | Georges Radat          | Lucien Weiss           |
| 1937      | Marius Bœuf               | Marcel Matron          | Jean Parillaud         |
| 1938      | Robert Chouet             | Paul Éono              | Roger Guyonnet         |
| 1939      | Albert Adam               | Georges Damiens        | Raymond Cassier        |
| 1940-1942 | non disputé               | non disputé            | non disputé            |
| 1943      | Jean Parillaud            | Léon Paolini           | Jules Merviel          |
| 1944      | Jules Siciliano           | Auguste Mallet         | Alfred Macorig         |
| 1945      | non disputé               | non disputé            | non disputé            |
| 1946      | Antoine Giauna            | Gabriel Ruozzi         | Paul Garcia            |
| 1947      | Félix Adriano             | Raphaël Géminiani      | Jean Parillaud         |
| 1948      | Georges Barré             | Marcel Dussault        | Louis Muller           |
| 1949      | Marcel Dussault           | Pierre Cogan           | Pierre Barbotin        |
| 1950      | Raphaël Géminiani         | Marcel Dussault        | Marino Contarin        |
| 1951      | Marcel Dussault           | Georges Meunier        | Claude Colette         |
| 1952      | Raphaël Géminiani         | André Darrigade        | Paul Giguet            |
| 1953      | François Bussemey         | Henri Sitek            | Jean-Marie Cieleska    |
| 1954      | Robert Desbats            | Marcel Buzzi           | Marcel Dussault        |
| 1955      | Louison Bobet             | Valentin Huot          | Jacques Anquetil       |
| 1956      | Miguel Poblet             | Seamus Elliott         | Joseph Mirando         |
| 1957      | Seamus Elliott            | Marcel Rohrbach        | Jean Brankart          |
| 1958      | Albert Dolhats            | Michel Dejouhannet     | René Abadie            |
| 1959      | Michel Dejouhannet        | Raymond Plaza          | Aristide Tarri         |
| 1960      | François Mahé             | Tom Simpson            | Jean Bourlès           |
| 1961-1962 | non disputé               | non disputé            | non disputé            |
| 1963      | Pierre Tymen              | Richard Lloret         | André Dagouret         |
| 1964      | Abel Le Dudal             | Pierre Tymen           | Henri Cileska          |
| 1965      | Jean Dumont               | Claude Mazeaud         | Pierre Tymen           |
| 1966      | Daniel Samy               | Claude Perrotin        | Georges Sapin          |
| 1967      | Raymond Grimal            | Georges Extrat         | Jacky Chantelouve      |
| 1968      | Yves Hézard               | Christian Blain        | Georges Barthélemy     |
| 1969      | Robert Bideau             | Gérard Norce           | Ferdinand Julien       |
| 1970      | Jean-Claude Meunier       | Ferdinand Julien       | Joël Bernard           |
| 1971      | Jacky Hélion              | Charles Genthon        | Albert Peter           |
| 1972      | Alain Meunier             | Charles Genthon        | Jean-Claude Meunier    |
| 1973      | Daniel Samy               | Jean Chassang          | Bernard Riauté         |
| 1974      | Daniel Samy               | Christian Contarin     | Michel Grain           |
| 1975      | Pierre-Raymond Villemiane | Bernard Vallet         | Jean Carpy             |
| 1976      | Jacky Hélion              | Bernard Viroulaud      | Gérard Besnard         |
| 1977      | Daniel Ceulemans          | Yves Nicolas           | Jean-Pierre Paranteau  |
| 1978      | Daniel Ceulemans          | Frédéric Brun          | Yves Nicolas           |
| 1979      | Francis Castaing          | Charles Turlet         | Michel Larpe           |
| 1980      | Francis Castaing          | Claude Magni           | Didier Paponneau       |
| 1981      | Didier Paponneau          | Jean-Philippe Fouchier | Michel Besse           |
| 1982      | Dany Deslongchamps        | Didier Boutonnet       | Rémi Perciballi        |
| 1983      | Daniel Delolme            | Mariano Martinez       | Dominique Lardin       |
| 1984      | Jean-Pierre Roumilhac     | Éric Leblanc           | Jean-Paul Garde        |
| 1985      | Michel Larpe              | Jean-Claude Laskowski  | Patrick Janin          |
| 1986      | Claude Séguy              | Pascal Trimaille       | Éric Fouix             |
| 1987      | Mariano Martinez          | Gérard Caudoux         | Daniel Puychaffray     |
| 1988      | Nicolas Dubois            | Michel Larpe           | Mariano Martinez       |
| 1989      | Patrick Janin             | Éric Fouix             | Franck Alaphilippe     |
| 1990      | Thierry Barrault          | Patrice Bois           | Stéphane Boury         |
| 1991      | Éric Fouix                | Pascal Hervé           | Jean-Pierre Godard     |
| 1992      | Dominique Terrier         | Pascal Hervé           | Vincent Comby          |
| 1993      | Sylvain Bolay             | Pierrick Gillereau     | Pascal Peyramaure      |
| 1994      | Denis Leproux             | Pascal Churin          | Jean-Claude Laskowski  |
| 1995      | Franck Morelle            | Jean-Philippe Duracka  | Frédéric Giardana      |
| 1996      | Franck Champeymont        | Jean-Philippe Duracka  | Philippe Mauduit       |
| 1997      | Dominique Terrier         | Olivier Trastour       | Jean-Pierre Duracka    |
| 1998      | Vincent Bodeau            | Alain Saillour         | Gérald Marot           |
| 1999      | Olivier Martinez          | Alain Saillour         | José Medina            |
| 2000      | Raphaël Vallas            | Bertrand Guerry        | Éric Philip            |
| 2001      | Pascal Peyramaure         | Fabrice Chabenat       | Jean-Luc Campagnola    |
| 2002      | Hayden Roulston           | Nicolas Reynaud        | Nicolas Dubois         |
| 2003      | Alain Saillour            | Franck Champeymont     | Carl Naibo             |
| 2004      | Stéphane Bellicaud        | Olivier Martinez       | Laurent Marcon         |
| 2005      | Nikolas Cotret            | Médéric Clain          | David Dupont           |
| 2006      | Maxim Gourov              | Stanislav Belov        | Yevgeniy Sladkov       |
| 2007      | Florian Vachon            | Pierre Cazaux          | Frédéric Finot         |
| 2008      | Martial Roman             | Yann Moritz            | Romain Chaudoy         |
| 2009      | Médéric Clain             | Guillaume Belgy        | Simon Le Brun          |
| 2010      | Florian Vachon            | Egor Lutskovich        | Jérémy Ortiz           |
| 2011      | Nicolas Morel             | Sylvain Déchereux      | Carl Naibo             |
| 2012      | Florian Dumourier         | Marc Staelen           | Polychrónis Tzortzákis |
| 2013      | non disputé               | non disputé            | non disputé            |
| 2014      | David Menut               | Guillaume Gerbaud      | Nick Schultz           |
| 2015,     | Sébastien Fournet-Fayard  | Maxime Urruty          | Thomas Girard          |
| 2016,     | Geoffrey Bouchard         | Mickaël Guichard       | Yoann Paillot          |
| 2017,     | Laurent Évrard            | Axel Flet              | Maxime Urruty          |
| 2018,     | Guillaume Gaboriaud       | Sandy Dujardin         | Baptiste Constantin    |
| 2019      | Alexis Carlier            | Maxime Urruty          | Mickaël Larpe          |
| 2020      | annulé                    | annulé                 | annulé                 |
| 2021      | Axel Zingle               | Axel Laurance          | Maxime Jarnet          |
| 2022      | Thomas Chassagne          | Yannick Martinez       | Brendan Le Cam         |
| 2023      | Martin Tjøtta             | David Menut            | Clément Le Boetez      |
| 2024      | Markus Pajur              | Gustav Basson          | Simon Robin            |
| 2025      | Antoine Berger            | Edgar Jorge            | Florian Auroux         |